# Districtul Aichach-Friedberg

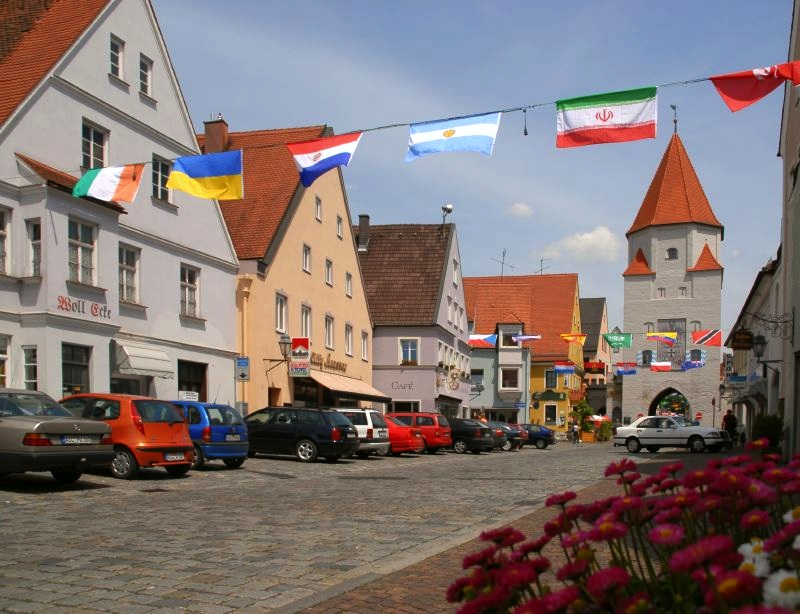
Aichach ("Poarta de Jos")

Districtul Aichach-Friedberg este un district rural (germană: Landkreis) din regiunea administrativă (Regierungsbezirk) Șvabia (Schwaben), landul Bavaria, Germania.
Districtele învecinate sunt: Augsburg, Donau-Ries, Neuburg-Schrobenhausen, Pfaffenhofen, Dachau, Fürstenfeldbruck și Landsberg, precum și orașul Augsburg.

## Orașe și comune
| orașe                   | comune | |
| ----------------------- | --- | --- |
| 1. Aichach 2. Friedberg | 1. Adelzhausen 2. Affing 3. Aindling 4. Baar 5. Dasing 6. Eurasburg 7. Hollenbach 8. Inchenhofen 9. Kissing 10. Kühbach 11. Merching | 1. Mering 2. Obergriesbach 3. Petersdorf 4. Pöttmes 5. Rehling 6. Ried (bei Mering) 7. Schiltberg 8. Schmiechen 9. Sielenbach 10. Steindorf 11. Todtenweis |